# 波勝 (標的艦)
波勝（はかち）は、日本海軍の標的艦。艦名は伊豆半島南西にある「波勝岬」に由来する。当時の読みは「はかちさき」だったが現在の読みは「はがちさき」となっている。

## 概要
1941年（昭和16年）度の戦時追加計画（マル追計画）により建造された標的艦。計画番号J32。標的艦として建造された日本海軍初の艦である。爆撃練習や、爆撃回避研究を主任務とする。船体は船首楼型船体を採用し、船体から分離した上甲板には爆撃演習弾に耐えるよう防御甲板には22mmDS鋼板が張られ、その下に空間を設けて安全性を向上させた。艦載艇などはこの空間に搭載され、甲板上には船として最低限必要な艦橋、煙突、マスト以外なく、小型の航空母艦のような艦型となった。甲板上には13mm機銃が搭載されたが、爆撃訓練に使用する際は撤去された。また艦幅を重巡洋艦程度に見せるための幕的を備え、それを防御甲板の舷側に並べたブームで左右水平方向に展張出来るようになっていた。
当時、河内型戦艦から標的艦に改造されていた「摂津」より優速（摂津18ノットに対し19.3ノット）となり運動性能も良くなった。ただし実戦では駆逐艦など30ノット程度で航行しており、標的艦にもより高い速力が要求された。また復元性能に不安があったため同型艦は作られず、改⑤計画ではその点を改良した大浜型が建造された。

## 艦歴
仮称艦名第660号艦。1943年（昭和18年）11月18日に播磨造船所で竣工、呉鎮守府籍となる。瀬戸内海で訓練をおこなう。12月1日に連合艦隊付属となり24日に呉港を出港、トラックに向かった。訓練地への往復の際に護衛任務にも使えるよう、13mm機銃は12cm単装高角砲2門に交換された。同時に25mm3連装機銃や同単装機銃も多数装備、電探や水中聴音機も装備され、訓練時には取り外す予定だった。トラックでは爆撃訓練に従事していたが翌1944年（昭和19年）2月17日のトラック島空襲により被爆、パラオに退避して工作艦「明石」による修理を受けた。3月以降はリンガ泊地やミンダナオ島ダバオなどで爆撃訓練に従事した。
6月には、軽巡夕張沈没時の航海長だった津田少佐が波勝艦長として赴任してきた。第二十六航空戦隊（司令官有馬正文少将）の指揮下に入り、航空隊の訓練に協力している。ダバオも頻繁に空襲を受けるようになって訓練をおこなう状況ではなくなり、ルソン島マニラに回航を命じられた。マニラでは日本陸軍航空部隊の爆撃訓練に協力し、7月下旬には南方軍総司令官寺内寿一元帥が波勝に乗艦して訓練を視察した。
アメリカ海軍機動部隊の襲撃に対処して、9月に基隆回航する。10月1日に基隆発の船団を護衛し10月6日に呉に帰着した。対空兵装を増強すると共に、本土決戦時の白兵戦に備えて、呉海軍工廠と交渉して全乗組員分の軍刀を確保した。その後は瀬戸内海での爆撃訓練に従事し、1945年4月6日には別府湾で沖縄特攻にむかう大和部隊を見送ったという。内海西部も激しい空襲を受けるが、波勝は無傷で終戦の日を迎えた。
1945年12月1日、呉地方復員局所管の特別輸送艦に指定され、その後は復員輸送に従事する。
1946年12月23日、特別輸送艦の指定を解かれて藤永田造船所に引き渡され解体された。

## 歴代艦長
艤装員長
1. 仁藤仁之助 中佐：1943年10月5日[31] - 1943年11月18日[32]

特務艦長
（注）1945年12月20日以降は「艦長」。
1. 仁藤仁之助 中佐/大佐：1943年11月18日[32] - 1944年6月10日[34]
2. 津田武彦 少佐：1944年6月10日[35] - 1945年10月13日[36]、以後1945年10月20日まで艦長の発令無し。
3. （臨時）天野孝哉 少佐：1945年10月20日[37] - 1945年11月12日[38] （本職：第百五十三号輸送艦長）
4. 橋口百治 少佐：1945年11月12日[39] - 1945年11月25日[40]
5. 高根嘉根次 少佐/第二復員官/第二復員事務官/復員事務官：1945年11月25日[40] - 1946年12月23日[41]